# Israel Gottlieb Wernicke
Israel Gottlieb Wernicke, född 2 februari 1755 i Bergen, död 3 mars 1836 i Jordrup vid Kolding, var en norsk-dansk musiker. Han var son till domkyrkoorganisten Johann Gottlieb Wernicke och far till Catharine Wernicke.
Wernicke, som hade tyskfödda föräldrar, studerade musikteori hos Johann Philipp Kirnberger i Berlin och blev 1781 kapellmästare vid Det Kongelige Teater i Köpenhamn, men fick redan 1786 avsked, då han inte uppfyllde de förväntningar man ställde på honom. Senare kom han till Kolding, där han verkade som pedagog och blev en ansedd musikteoretiker. 